# Municipio de Home (Minnesota)
El municipio de Home (en inglés: Home Township) es un municipio ubicado en el condado de Brown en el estado estadounidense de Minnesota. En el año 2010 tenía una población de 545 habitantes y una densidad poblacional de 4,01 personas por km².

## Geografía
El municipio de Home se encuentra ubicado en las coordenadas 44°21′12″N 94°41′18″O / 44.35333, -94.68833. Según la Oficina del Censo de los Estados Unidos, el municipio tiene una superficie total de 135.91 km², de la cual 135,53 km² corresponden a tierra firme y (0,28 %) 0,38 km² es agua.

## Demografía
Según el censo de 2010, había 545 personas residiendo en el municipio de Home. La densidad de población era de 4,01 hab./km². De los 545 habitantes, el municipio de Home estaba compuesto por el 99,08 % blancos, el 0,37 % eran asiáticos, el 0,37 % eran de otras razas y el 0,18 % eran de una mezcla de razas. Del total de la población el 1,47 % eran hispanos o latinos de cualquier raza.